# Mattia Vicario
Mattia Vicario (* 11. April 1849 in Fontanetto; † 5. März 1906 in Novara) war ein italienischer römisch-katholischer Geistlicher und Bischof von Novara.

## Leben
Die Priesterweihe empfing Mattia Vicario am 16. März 1872 in Vercelli durch Erzbischof Celestino Matteo Fissore. Er wurde Kanoniker der dortigen Kathedrale.
Papst Leo XIII. ernannte ihn am 18. März 1895 zum Bischof von Saluzzo. Die Bischofsweihe spendete ihm am 28. April desselben Jahres der Erzbischof von Vercelli Lorenzo Carlo Pampirio OP in der Kathedrale von Vercelli; Mitkonsekratoren waren Teodoro Valfrè di Bonzo, Bischof von Como, und Edoardo Pulciano, Bischof von Novara. Am 16. Dezember 1901 wurde Mattia Vicario auf den Bischofssitz von Novara versetzt, konnte das Bistum jedoch erst am 19. Oktober 1902 in Besitz nehmen. Während seiner Amtszeit begründete er die Banca del Piccolo Credito, die Kleinkredite an Geistliche und Laien vergab.
Mattia Vicario starb im Alter von 56 Jahren und wurde in der Friedhofskirche von Novara beigesetzt.